# Heinz Rudolph (Politiker, 1922)
Heinz Rudolph, auch: Heinrich Rudolph (* 7. Juni 1922 in Elberberg, Landkreis Wolfhagen; † 11. Dezember 2001) war ein deutscher Politiker (DP, CDU, NPD) und war Mitglied des Niedersächsischen Landtages.

## Leben
Nach dem Ende der Volksschule besuchte Heinz Rudolph eine Fachschule und absolvierte eine landwirtschaftliche Lehre im Westen und Osten Deutschlands. Im Anschluss studierte er an der Universität Kiel und schloss dort als Diplomlandwirt ab. Am 3. Juli 1940 beantragte er die Aufnahme in die NSDAP und wurde zum 1. September desselben Jahres aufgenommen (Mitgliedsnummer 7.752.206). Im Zweiten Weltkrieg war er Kriegsteilnehmer in den Jahren 1940 bis 1945. Er wurde im Deutsch-Sowjetischen Krieg eingesetzt und bei der Infanterie in Italien; er erlitt drei Verwundungen. Ab dem Jahr 1943 war er Reserveoffizier, zuletzt wurde er als Kompanieführer und Bataillonsadjutant eingesetzt. Er geriet in Italien in britische Kriegsgefangenschaft bis Ende des Jahres 1945. Nach Kriegsende arbeitete er ab 1950 als selbstständiger Landwirt. Im Jahr 1959 wurde er in der Bundeswehr Reserveoffizier und Hauptmann. 
Nach Zugehörigkeit zur DP war er von 1960 bis 1965 CDU-Mitglied, danach ab 1965 Mitglied der NPD.
Rudolph war Mitglied des Kreisvorstands im Niedersächsischen Landvolk und Verwaltungsratsmitglied der Bockenemer Kreissparkasse. Im Jahr 1952 wurde er dort Ratsmitglied und 1956 Bürgermeister. Vom 6. Juni 1967 bis 20. Juni 1970 war er Mitglied des Niedersächsischen Landtages (6. Wahlperiode), und er war Fraktionsvorsitzender der NPD vom 1. Juli 1968 bis 20. Juni 1970.
Er war verheiratet und hatte zwei Kinder.